# Elacatis mexicanus
Elacatis mexicanus là một loài bọ cánh cứng trong họ Salpingidae. Loài này được Horn miêu tả khoa học năm 1868.